# Adams Crest
Der Adams Crest ist der Gipfel eines unregelmäßig v-förmigen Berges von 1950 m Höhe, der rund 8 km östlich des Saburro Peak in den zur Britannia Range gehörenden Ravens Mountains aufragt.
Benannt ist er nach Col. Jonathan E. Adams, Kommandeur der 109. Airlift Wing während der Übertragung der Lockheed C-130-Einsätze von der United States Navy zur  Air National Guard.